# Ретроспектива
Ретроспекти́ва, ретроспекция (от лат. retro «обратно, назад» + spectare «смотреть, созерцать») — взгляд в прошлое.
Ретроспекция — форма выражения информации, отсылающая слушателей (читателей) к прошедшим событиям, содержащимся в тексте, аудиофайле, видео. Возможно, обзор чего-либо, что было создано в прошлом.

## В искусстве
- В литературе — используется в качестве художественного приема, когда автор в образе литературного героя или от себя лично обращается к прошедшим событиям (например, глава 11 поэмы «Мёртвые души» Н.В. Гоголя, повествующая о прошлом главного героя Чичикова)[2].
- В живописи — ретроспективными могут быть портреты, созданные после смерти изображённых на них людей: их рисуют по прижизненным изображениям, воспоминаниям современников или собственным впечатлениям[3]. Как название выставки предметов искусства, обычно — выставка работ одного художника, созданных в разные периоды его жизни[4].
- В кино ретроспективой называется подборка для иллюстрации какой-то идеи снятых за обширный период фильмов определенного режиссёра[5], актёра[6] или жанра[7]. Также, когда сюжетная линия произведения отклоняется от повествования для переноса в прошлое: зритель наблюдает действия и события перед основным повествованием (см. флешбэк).

## В программировании
Одна из методик разработки ПО. Включает в себя регулярный обзор пройденного и последующие попытки исправить обнаруженные недостатки.